# الجوامسية
الجوامسية  قرية تقع في بلدية بن داود ولاية غليزان، وهي قرية اشتهرت بمسجدها الذي الذي يعد من أفضل المدارس القرآنية، تعد قرية الجوامسية قرية فلاحية حيث تزرع فيها الخضراوات والأشجار المثمرة.